# Bagneux (Indre)
Bagneux è un comune francese di 194 abitanti situato nel dipartimento dell'Indre nella regione del Centro-Valle della Loira.

## Società

### Evoluzione demografica
Abitanti censiti